# Plancy-l’Abbaye
Plancy-l’Abbaye település Franciaországban, Aube megyében. Lakosainak száma 963 fő (2022. január 1.). Plancy-l’Abbaye Bessy, Boulages, Champfleury, Charny-le-Bachot, Longueville-sur-Aube, Rhèges, Salon, Viâpres-le-Petit, Courcemain és Faux-Fresnay községekkel határos.

## Népesség
A település népessége az elmúlt években az alábbi módon változott:
| Lakosok száma | 757  | 964  | 957  | 922  | 949  | 984  | 973  | 968  | 966  | 963  |
|               | 1968 | 1982 | 1990 | 2006 | 2013 | 2015 | 2017 | 2019 | 2020 | 2022 |